# M/S Jan Heweliusz
M/S Jan Heweliusz var en færge ejet af PLO (Polish Oceanliners) og blev drevet af dets datterselskab PLO EuroAfrica. Færgen var opkaldt efter den kendte polske astronom Johannes Hevelius (polsk: Jan Heweliusz).
MS Jan Heweliusz, var bygget i Norge i 1977 og var indsat på ruten imellem Ystad i Sverige og Swinoujscie i Polen. I de tidlige timer den 14. januar 1993, mens færgen sejlede fra Świnoujście til Ystad med 64 passagerer, kæntrede og sank den lidt uden for Cape Arcona på kysten af Rügen i Østersøen.  Ulykken kostede 20 besætningsmedlemmer og 35 passagerer livet. Ni blev reddet imens ti aldrig blev fundet. Forliset af MS Jan Heweliusz er det skibsforlis, som har krævet flest liv i fredstid i Polen.

## Branden på færgen i 1986
I september 1986 blev skibet ramt af en alvorlig brand. Ingen om bord kom til skade, men skibet blev svært beskadiget. De reparationer der blev udført på skibet var af meget farlig karakter. Man påførte nemlig de beskadigede områder beton, som øgede vægten af skibet og påvirket dets stabilitet på en højst uheldig måde. 

## Færgens forlis i 1993
Den 14. januar 1993 begyndte skibet at rokke alvorligt fra side til side, mens det sejlede ind i en orkan med en vindhastighed på ca. 50 m/s. Skibet kuldsejlede ca. kl. 5:12. På ulykkesdagen var bølgerne op til 6 meter høje, og sejlads fra den nærliggende havn i Sassnitz var på forhånd blevet aflyst på grund af orkanen. Før forliset i 1993 var færgen involveret i 28 større og mindre ulykkker: sammenstød med fiskerbåde, farlig ustabilitet, motorfejl og en brand i 1986. Skibet have også ballastproblemer og havde beskadiget skroget under indsejlingen til Ystad. Det var ikke anmeldt til havnemyndighederne, og reparationerne  var yderste mangelfulde. Skibet afsejlede to timer for sent på ulykkesdagen og havde i lasten ti tunge jernbanevogne fra fem europæiske lande. Det var med til at øge skibets ustabilitet. 
Eksperterne, som stod for undersøgelserne efter forliset, mente, at ulykken primært skyldtes skibets ringe tekniske tilstand og dets kaptajn. Han døde i ulykken og fik skyld for at tillade skibet at sejle i højst usødygtig tilstand.
I 2005 vedtog Den Europæiske Menneskerettighedsdomstol i Strasburg, at den officielle undersøgelse af forliset ikke var upartisk, og at der kunne betales erstatning til ofrenes pårørende. De fik hver 4.600 euro i erstatning, som svarer til cirka 34.000 dansk kroner.  
I dag ligger vraget på en dybde af 27 m og er ofte besøgt af dykkere. 
| Vandsport/vandtransport | Spire Denne vandsports- eller vandtransportsartikel er en spire som bør udbygges. Du er velkommen til at hjælpe Wikipedia ved at udvide den. |